# Antasia mundiferaria
Antasia mundiferaria là một loài bướm đêm trong họ Geometridae.